# Staatliches Akademisches Sinfonieorchester Russlands

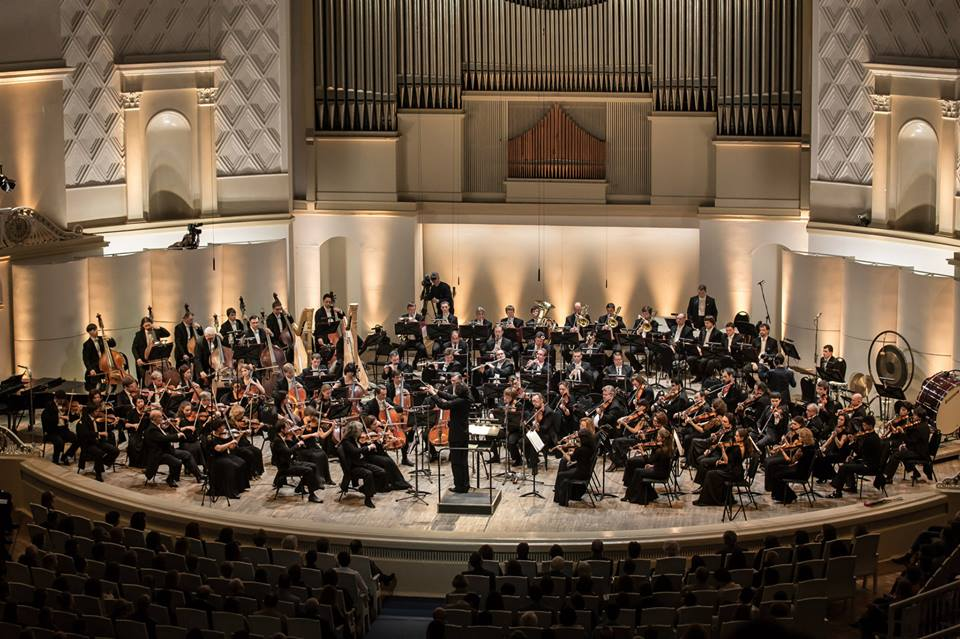
Staatliches Akademisches Sinfonieorchester Russlands (2020)

Das Staatliche Akademische Sinfonieorchester Russlands „E. F. Swetlanow“ (russisch Государственный академический симфонический оркестр России имени Е. Ф. Светланова, kurz GASO oder Gosorkestr; englisch State Academic Symphony Orchestra of Russia „Evgeny Svetlanov“, auch kurz Svetlanov Symphony Orchestra) ist ein Orchester der Russischen Föderation, das seinen Sitz in Moskau hat.

## Geschichte
Gegründet wurde es 1936 als Staatliches Sinfonieorchester der UdSSR. Erster Chefdirigent war Alexander Gauk. Das erste Konzert fand am 5. Oktober 1936 im Großen Saal des Moskauer Konservatoriums statt, Gauk und der aus NS-Deutschland emigrierte Erich Kleiber dirigierten ein Programm mit Beethoven-Sinfonien. Im Zweiten Weltkrieg wurde das Orchester, seit 1941 unter Chefdirigent Natan Rachlin, nach Zentralasien evakuiert. Zwei Jahre später konnte es nach Moskau zurückkehren. In der Ära unter Konstantin Iwanow (ab 1946) unternahm das Orchester, als zweites sowjetisches Ensemble nach den Leningrader Philharmonikern, ab 1956 die ersten Auslandstourneen.
1965 wurde Jewgeni Swetlanow Chefdirigent des Orchesters und blieb in diesem Amt bis 2000. Unter ihm entwickelte sich das Staatliche Sinfonieorchester der UdSSR, das 1972 den Ehrentitel Akademisch erhielt, zu einem der führenden Klangkörper der Sowjetunion und zeichnete sich durch eine rege Tournee- und Aufnahmetätigkeit aus. In der Zeit vor und unter Swetlanow brachte das Orchester zahlreiche Werke u. a. von Dmitri Schostakowitsch (Sinfonien Nr. 8 und Nr. 11), Sergei Prokofjew (Sinfonie Nr. 5), Aram Chatschaturjan, Dmitri Kabalewski, Nikolai Mjaskowski und Alfred Schnittke zur Uraufführung.
1991 erfolgte die Umbenennung in Staatliches Akademisches Sinfonieorchester Russlands. Zu den diskographischen Höhepunkten der Ära Swetlanow zählten der Zyklus der Tschaikowski-Sinfonien und die bisher einzige, 1965 bis 1994 entstandene Gesamteinspielung der 27 Sinfonien Mjaskowskis. Vorwürfe des Kulturministers Michail Schwydkoi, Swetlanow würde zu viel im Ausland dirigieren, führten im Jahr 2000 zur umstrittenen Entlassung des Chefdirigenten.
Als Nachfolger Swetlanows wirkte ab 2000 Vassily Sinaisky. 2002 übernahm Mark Gorenstein die Leitung des Orchesters, das er großteils neu formieren musste. Gorenstein ergänzte das Repertoire auch mit Uraufführungen u. a. von Rodion Schtschedrin. Am 27. Oktober 2005 gab sich das Orchester im Gedenken an den langjährigen vormaligen Chefdirigenten den Namenszusatz „E. F. Swetlanow“. Im Jahr 2011 lösten abschätzige Bemerkungen Gorensteins über den Cellisten Narek Hakhnazaryan beim Tschaikowski-Wettbewerb eine Kontroverse aus, in deren Folge eine Petition von Orchestermitgliedern im September des Jahres die Trennung von Gorenstein erwirkte.
Im Oktober 2011 wurde Wladimir Jurowski Künstlerischer Direktor des Orchesters. 2016 verpflichtete er Alexander Wustin als Composer in Residence. 2019 wurde Jurowskis Vertrag um weitere zwei Jahre verlängert.
Sein Nachfolger als Künstlerischer Direktor wurde 2021 Wassili Petrenko, der mit dem Orchester bereits ab 2016 als Erster Gastdirigent verbunden war.

## Musikdirektoren/Chefdirigenten
- Alexander Gauk (1936–1941)
- Natan Rachlin (1941–1945)
- Konstantin Iwanow (1946–1965)
- Jewgeni Swetlanow (1965–2000)
- Wassili Sinaiski (2000–2002)
- Mark Gorenstein (2002–2011)
- Wladimir Jurowski (2011–2021)
- Wassili Petrenko (seit 2021)